# Ray McKinnon
Pour les articles homonymes, voir McKinnon.
Ray McKinnon est un acteur, producteur, réalisateur et scénariste américain né le 15 novembre 1957 à Adel, en Géorgie (États-Unis). Il a notamment créé la série Rectify, diffusée aux États-Unis sur la chaîne câblée Sundance TV, ainsi qu'en France et en Belgique sur Arte.

## Biographie
Il remporte l'Oscar du meilleur court métrage en prises de vues réelles en 2002 avec The Accountant. 

## Filmographie

### Comme Acteur

#### Cinéma
- 1989 : Miss Daisy et son chauffeur (Driving Miss Daisy) : Alabama trooper #1
- 1990 : Tante Julia et le scribouillard (Tune in Tomorrow...) : Cub Reporter
- 1991 : Livin' Large! (en) : Harmon
- 1991 : Bugsy de Barry Levinson : David Hinton
- 1992 : Un flingue pour Betty Lou (The Gun in Betty Lou's Handbag), d'Allan Moyle : Détective Frank
- 1993 : Sommersby : Lawyer Webb
- 1993 : Le Bazaar de l'épouvante (Needful Things) : Deputy Norris Ridgewick
- 1993 : Un monde parfait (A Perfect World) : Bradley
- 1995 : Apollo 13 : Jerry Bostick, FIDO White
- 1995 : Traque sur Internet (The Net) : Dale Hessman
- 1995 : The Grass Harp (en) : Charlie Cool Jr
- 1998 : Goodbye Lover : Rollins
- 1999 : This Is Harry Lehman : Harry Lehman
- 2000 : O'Brother (O Brother, Where Art Thou?) : Vernon T. Waldrip
- 2001 : The Accountant : The Accountant
- 2002 : The Pickets : Craig
- 2002 : En eaux troubles (The Badge) : Deputy C.B.
- 2003 : Les Disparues (The Missing) : Russell J. Wittick
- 2004 : Chrystal (en) : Snake
- 2006 : Come Early Morning : Preacher Toby
- 2006 : Things That Hang from Trees (en) : Tom Wheeler Sr.
- 2010 : The Blind Side : Coach Cotton
- 2011 : Take Shelter de Jeff Nichols : Kyle
- 2011 : L'Incroyable Histoire de Winter le dauphin (Dolphin Tale) : Monsieur Doyle
- 2011 : Footloose de Craig Brewer : Wes Warnicker
- 2012 : Hick de Derick Martini : Lloyd
- 2012 : Mud : Sur les rives du Mississippi (Mud) de Jeff Nichols : Senior
- 2019 : Le Mans 66 de James Mangold
- 2020 : La Mission (News of the World) de Paul Greengrass
- 2023 : Knox (Knox Goes Away)  de Michael Keaton : Thomas Muncie
- 2023 : Jusqu'au bout du monde (The Dead Don't Hurt) de Viggo Mortensen : juge Blagden

#### Télévision
Téléfilms
- 1990 : Murder in Mississippi (en) : Lyle's father
- 1990 : L'École de la vie (Rising Son) : Ken Mott
- 1990 : Web of Deceit : Stuart Troxel
- 1990 : When Will I Be Loved? : Man with Basketball
- 1991 : Rage (Paris Trout) : Carl Bonner
- 1991 : Le Missionnaire du mal (Night of the Hunter) : Ben
- 1991 : Meurtre entre chiens et loup (In the Line of Duty: Manhunt in the Dakotas) : Bob Cheshire
- 1991 : The Gambler Returns: The Luck of the Draw : Lee Bob
- 1992 : Cœurs en feu (In Sickness and in Health) : Dr. Nyland
- 1992 : Taking Back My Life: The Nancy Ziegenmeyer Story : Les
- 1992 : Indecency : Victor
- 1993 : Arly Hanks : Hobert Middleton
- 1994 : Roswell : Deputy Joe Pritchard
- 1994 : Moment of Truth: Caught in the Crossfire : Buddy Rivers
- 1996 : Forgotten Sins
- 1997 : Old Man
- 1999 : Le Prix d'un cœur brisé (The Price of a Broken Heart)
- 2000 : Rocky Times : Sheriff Rick

Séries télévisées
- 1994 : Le Fléau (The Stand) : Charlie Campion
- 1994 : Scarlett : Will Benteen
- 1996 : Le Caméléon : Lawson
- 1996 : Lonesome Dove : Les Jeunes Années (Dead Man's Walk) : Long Bill Coleman
- 2002 : X-Files (épisode Improbable) : Wayne
- 2004 : Deadwood : Révérend Smith
- 2011 : Sons of Anarchy : Lincoln Potter
- 2017 : Fear The Walking Dead : John (saison 3)
- 2018 : Mayans MC : Lincoln Potter
- 2018 : New York, unité spéciale : William Labbott (saison 19, épisode 20)
- 2019 : Wayne : Wayne Sr
- 2021 : Dopesick : Jerry Mallum
- 2023 : The Continental : From the World of John Wick

### Comme Réalisateur
- 2001 : The Accountant
- 2004 : Chrystal
- 2013 : Rectify (Saison 1 Épisode 6 : Jacob's Ladder, Saison 3 Épisode 6 : The Source)

### Comme Scénariste
- 2001 : The Accountant
- 2004 : Chrystal
- 2013 - 2016 : Rectify

### Comme Producteur
- 2004 : Chrystal
- 2013 - 2016 : Rectify

## Distinctions

### Récompenses
- Atlanta Film Festival 2001 : Lauréat du Prix du Jury du meilleur court métrage pour The Accountant (2001).
- Atlanta Film Festival 2001 : Lauréat du Prix Southeastern Media du meilleur court métrage de fiction pour The Accountant (2001).
- 2001 : Festival du film d'Austin du meilleur court métrage pour The Accountant (2001).
- 74e cérémonie des Oscars 2002 : Oscar du meilleur court métrage en prises de vues réelles pour The Accountant (2001) partagé avec Lisa Blount.
- Washington DC Independent Film Festival 2002 : Lauréat du Prix du Public du meilleur court métrage pour The Accountant (2001).
- Washington DC Independent Film Festival 2002 : Lauréat du Prix du Grand Jury du meilleur court métrage de fiction pour The Accountant (2001).